# 錫達諾爾斯 (新澤西州)
錫達諾爾斯（英語：Cedar Knolls）是位於美國新澤西州摩里斯縣的普查規定居民點。

## 人口
根據2020年美國人口普查的數據，錫達諾爾斯的面積為5.41平方千米，當中陸地面積為5.32平方千米，而水域面積為0.09平方千米。當地共有人口4082人，而人口密度為每平方千米754.53人。